# Triphora
Triphora es un género con 19 especies de orquídeas de hábito terrestre. Es originario de Canadá hasta Sudamérica tropical.

## Descripción
Sus especies se distinguen, porque cuando son de hábito terrestre tienen pequeñas hojas muy finas, delgadas y verdes, alternas y espaciadas en sus tallos carnosos o delgados, y cuando son saprofitas, las hojas por lo general están totalmente atrofiadas o reducidas a escamas, la planta es de color naranja rojizo, por lo general bastante pequeña, algunas de tan sólo tres cm de alto cuando están en flor, las especies más grandes alcanzan hasta los 25 cm.
La inflorescencia es axilar, por lo general con una pequeña flor única, más cinco o seis flores agrupadas en los extremos que en el caso de Triphora hassleriana.
Las flores se asemejan a las de Psilochilus y algunas pequeñas Cleistes. Los estrechos sépalos y pétalos son similares, lisos, de unos quince milímetros de largo y un poco abiertos. El labelo es plano, sésil, generalmente lobulado, rara vez  entero, con carena longitudinal en el disco, y bordes con franjas. La columna es semi regordeta, engrosada hacia el final.

## Distribución
El género abarca cerca de veinte especies de hierbas terrestres, posiblemente saprofitas, se encuentra en los bosques umbríos, algunas han estado previamente sometidas al género Pogonia, se distribuyen desde los bosques de los Estados Unidos hasta el sur de Brasil  y Argentina, así como en algunas islas del Caribe.
Fue propuesto por Thomas Nuttall, y publicado en The Genera of North American Plants 2: 192-193, en el año 1818. Su especie tipo es Triphora pendula Nutt.. Fue designada por Ludwig Karl Georg Pfeiffer, en el año 1874, y publicado en Nom. 2: 1484, ahora se considera un sinónimo de  Triphora trianthophora (Sw.) Rydb., originalmente descrito como Pogonia mexicana S.Watson.

## Etimología
El nombre de Triphora viene del griego tri, tres y phora, que apoya.

## Especies
1. Triphora amazonica Schltr., Beih. Bot. Centralbl. 42(2): 75 (1925).
2. Triphora carnosula (Rchb.f.) Schltr., Beih. Bot. Centralbl. 42(2): 76 (1925).
3. Triphora craigheadii Luer, Brittonia 18: 243 (1966).
4. Triphora debilis (Schltr.) Schltr., Repert. Spec. Nov. Regni Veg. 17: 139 (1921).
5. Triphora duckei Schltr., Beih. Bot. Centralbl. 42(2): 75 (1925).
6. Triphora foldatsii Carnevali, Ernstia 22: 10 (1984).
7. Triphora gentianoides (Sw.) Nutt. ex Ames & Schltr. in O.Ames, Orchidaceae 7: 5 (1922).
8. Triphora hassleriana (Cogn. ex Chodat & Hassl.) Schltr., Beih. Bot. Centralbl. 42(2): 76 (1925).
9. Triphora heringeri Pabst, Anais Congr. Soc. Bot. Brasil 15: 110 (1967).
10. Triphora miserrima (Cogn.) Acuña, Bol. Estaçión Exp. Agron. Santiago de las Vegas 60: 18 (1938 publ. 1939).
11. Triphora nitida (Schltr.) Schltr., Repert. Spec. Nov. Regni Veg. 17: 139 (1921).
12. Triphora pusilla (Rchb.f. & Warm.) Schltr., Beih. Bot. Centralbl. 42(2): 76 (1925).
13. Triphora ravenii (L.O.Williams) Garay, Bot. Mus. Leafl. 26: 3 (1978).
14. Triphora santamariensis Portalet, Bol. CAOB 62: 60 (2006).
15. Triphora surinamensis (Lindl. ex Benth.) Britton, Sci. Surv. Porto Rico & Virgin Islands 5: 184 (1924).
16. Triphora trianthophora (Sw.) Rydb. in N.L.Britton, Man. Fl. N. States: 298 (1901).
17. Triphora wagneri Schltr., Repert. Spec. Nov. Regni Veg. 17: 139 (1921).
18. Triphora uniflora A.W.C.Ferreira, Baptista & Pansarin, Acta Bot. Brasil. 24(1): 289. (2010)
19. Triphora yucatanensis Ames, Orchidaceae 7: 39 (1922).